# Poncjan
Poncjan (ur. w Rzymie, zm. w 235 na Tavolara) – święty Kościoła katolickiego, 18. papież w okresie od 21 lipca 230 do 28 września 235.

## Życiorys
Urodził się w Rzymie. Był prawdopodobnie synem Kalpurniusza.
Podczas jego pontyfikatu zakończona została schizma Hipolita. Za czasów panowania cesarza Aleksandra Sewera Kościół pod przewodnictwem Poncjana był wolny od prześladowań. Poncjan z innymi przywódcami Kościoła oraz Hipolitem zostali wygnani przez następnego cesarza Maksymina Traka na Sardynię. Tam zrezygnował z funkcji, jako pierwszy następca św. Piotra, 25 lub 28 września 235. Nie wiadomo jak długo pozostał na wygnaniu, ale według Liber Pontificalis zmarł na skutek nieludzkiego traktowania w sardyńskich kopalniach na wyspie Tavolara.
Jego szczątki zostały przeniesione do Rzymu przez papieża Fabiana i złożone w katakumbach św. Kaliksta.
Przewodniczył synodowi potwierdzającemu ekskomunikę Orygenesa ogłoszoną przez synody, które odbyły się w latach 230 i 231 w Aleksandrii.
Zapoczątkował śpiewanie psalmów i recytacje.
Jego święto przypadało 19 listopada, lecz teraz przypada na 13 sierpnia, razem ze św. Hipolitem.
W tym samym czasie antypapieżem był św. Hipolit.